# 長鮮江站
長鮮江站（朝鲜语：장선강역；）曾为朝鲜铁路長鮮江線上的一个车站，位于平安南道顺川市，废止时间不明。
分类：平安南道鐵路廢站